# Trichopterodomus leonardi
Trichopterodomus leonardi là một loài Trichoptera hóa thạch trong họ Psychomyiidae.